# グランアーツ
有限会社グランアーツ（英文社名；Grand-Arts CO., Ltd）は、東京都港区に本社を置く芸能プロダクション。

## 沿革・概要
所属タレントは、主に舞台・ミュージカルで活動する役者が所属している。かつては芸能プロダクションの経営の他にも、横浜みなとみらい21において、横浜都市情報提供システム「みなとみらいスクリーンネットシステム」の運営管理および映像制作（番組および広告）、広告総代理を務めていた。
2008年12月6日に、東京都港区南青山 5-4-51 シャトー青山第一305へ事務所を移転
2021年5月10日に、東京都港区南青山 1-15-22-303へ事務所を移転

## 所属タレント
※2021年12月31日現在

### 所属アーティスト
- 井上芳雄
- 彩吹真央
- 木村花代
- 大月さゆ
- 吉田萌美
- 中野太一
- 鳥居留圭
- RON×II （別名：小勝久生　業務提携）
- 大貫祐一郎（業務提携）
- 舘形比呂一（業務提携）

## かつて所属していたタレント
- 相葉裕樹
- 石井雅登
- 伊礼彼方
- 金景太
- 栗栖裕之
- KENTARO
- 小林香（業務提携）
- 高原紳輔
- 中村音子
- 橋爪渓
- フィリップ・エマール（業務提携）
- Belle
- 真瀬はるか